# Брюл (Небраска)
Брюл (англ. Brule) — селище (англ. village) в США, в окрузі Кейт штату Небраска. Населення — 331 особа (2020).

## Географія
Брюл розташований за координатами 41°5′41″ пн. ш. 101°53′19″ зх. д. / 41.09472° пн. ш. 101.88861° зх. д. (41.094699, -101.888506).  За даними Бюро перепису населення США в 2010 році селище мало площу 0,80 км², уся площа — суходіл.

## Демографія
Згідно з переписом 2010 року, у селищі мешкало 326 осіб у 156 домогосподарствах у складі 91 родини. Густота населення становила 407 осіб/км².  Було 185 помешкань (231/км²).
Расовий склад населення:
| - 98,5 % — білих - 0,3 % — чорних або афроамериканців |

До двох чи більше рас належало 0,6 %. Частка іспаномовних становила 5,5 % від усіх жителів.
За віковим діапазоном населення розподілялося таким чином: 18,7 % — особи молодші 18 років, 56,5 % — особи у віці 18—64 років, 24,8 % — особи у віці 65 років та старші. Медіана віку мешканця становила 50,0 року. На 100 осіб жіночої статі у селищі припадало 101,2 чоловіків;  на 100 жінок у віці від 18 років та старших — 112,0 чоловіків також старших 18 років.
Середній дохід на одне домашнє господарство  становив 51 737 доларів США (медіана — 38 333), а середній дохід на одну сім'ю — 62 700 доларів (медіана — 50 625). Медіана доходів становила 29 750 доларів для чоловіків та 31 250 доларів для жінок. За межею бідності перебувало 8,6 % осіб, у тому числі 16,0 % дітей у віці до 18 років та 1,1 % осіб у віці 65 років та старших.
Цивільне працевлаштоване населення становило 213 особи. Основні галузі зайнятості: роздрібна торгівля — 17,4 %, мистецтво, розваги та відпочинок — 14,1 %, освіта, охорона здоров'я та соціальна допомога — 14,1 %.